# Owens-Illinois

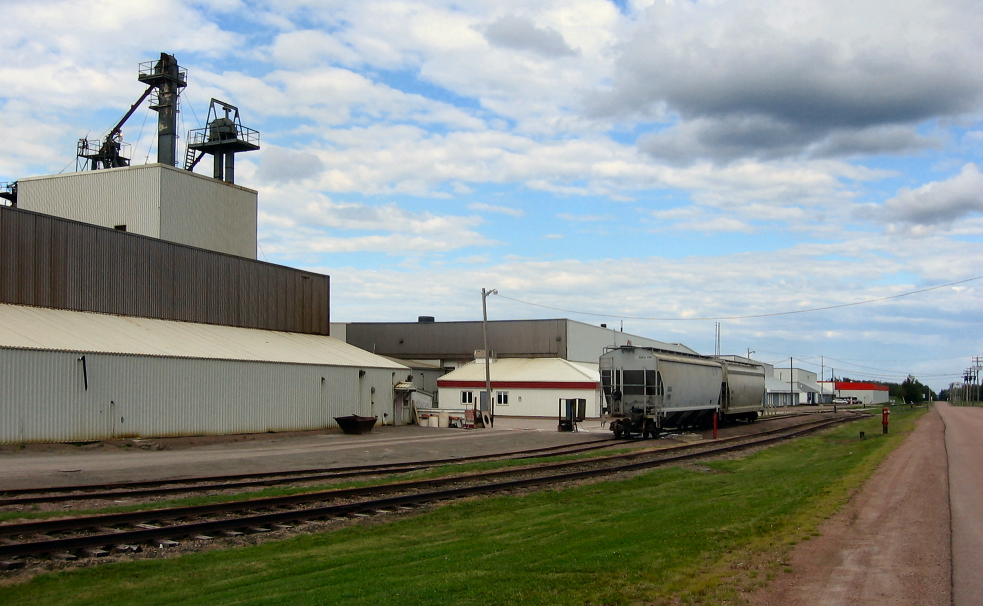
Planta de Owens-Illinois en Scoudouc, Nuevo Brunswick (Canadá)

Owens-Illinois Inc. es una compañía (figura en la lista del Fortune 500) especializada en la producción de envases de vidrio. Es uno de los principales fabricantes del mundo de productos de embalaje, y el mayor en envases de vidrio, con una posición predominante en América del Norte, América del Sur, Asia-Pacífico y Europa (después de adquirir BSN Glasspack en 2004). Aproximadamente uno de cada dos envases de vidrio de toda la producción mundial está fabricado por O-I, sus filiales, o sus empresas licenciadas.

## Compañía

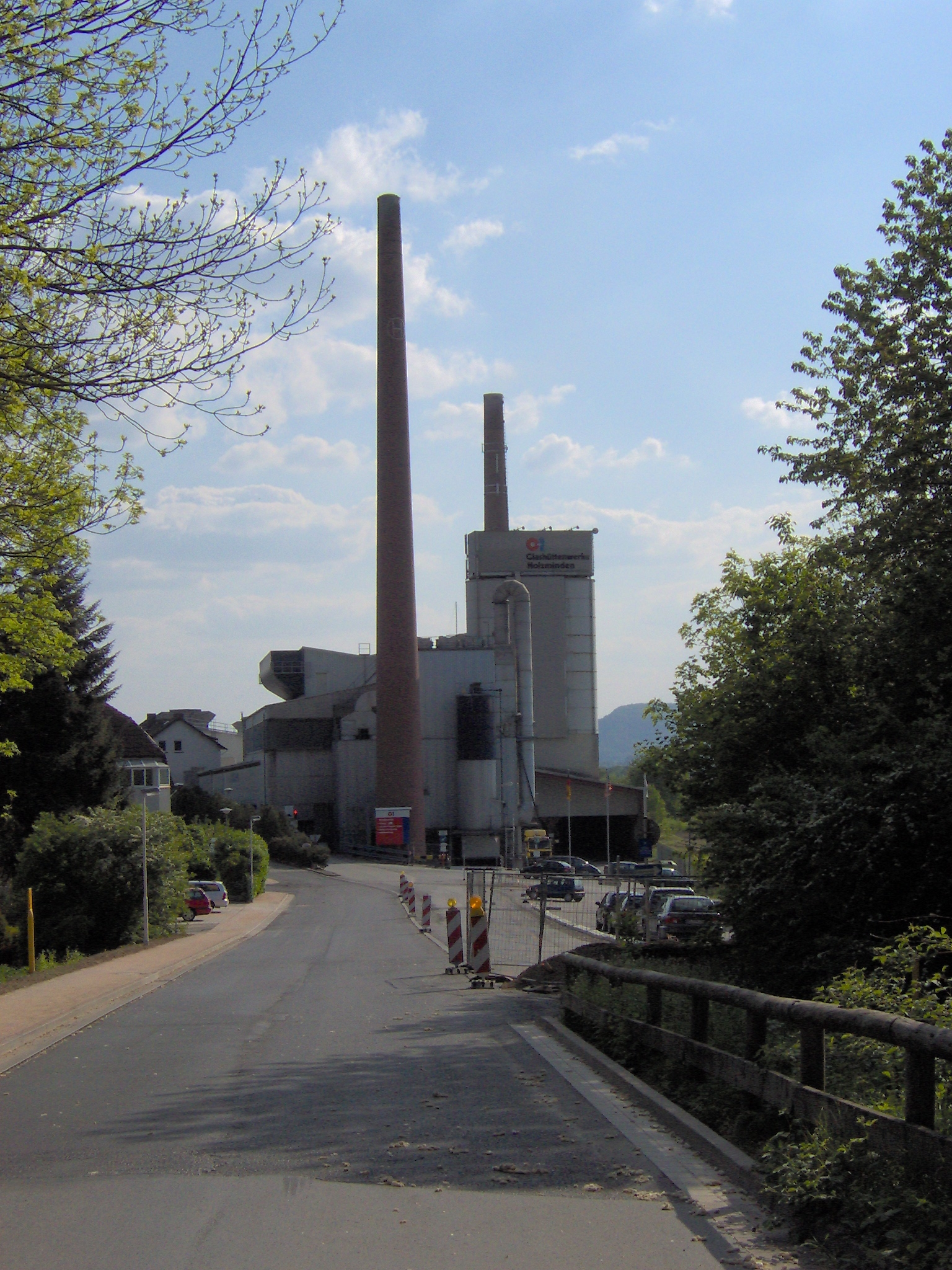
La fábrica de vidrio de Holzminden. La planta forma parte del Grupo O-I, Owens-Illinois, Inc, Perrysburg, Ohio, EE. UU., como O-I BSN Glasspack GmbH & Co KG.

Aunque su nombre legal es ''Owens-Illinois Inc.'', la compañía cambió su nombre comercial a O-I en 2005, con el objetivo de agrupar sus operaciones globales bajo una única marca, compatible con lenguas y culturas distintas.
La compañía era también un fabricante de embalajes de plástico a escala mundial, con operaciones en todos los mercados principales (América del Norte, América del Sur, Asia-Pacífico y Europa), hasta que en julio de 2007 O-I completó la venta de esta parte del negocio a Rexam PLC, un fabricante de embalajes del Reino Unido.
O-I formó parte del índice Dow Jones Industrial Average desde el 1 de junio de 1959 hasta el 12 de marzo de 1987. La compañía fue añadida al Índice S&P 500 en enero de 2009. O-I fue una de las compañías iniciales del S&P 500 en 1957. Salió del índice en 1987 (después de ser comprada por Kohlberg Kravis Roberts), entró de nuevo en 1991 y salió otra vez en 2000.
La sede de la compañía estuvo anteriormente localizada en One SeaGate, Toledo, Ohio, siendo un hito local, pero se trasladó a finales de 2006 al complejo Levis Commons de Perrysburg, Ohio. La compañía es la sucesora de la "Owens Bottle Machine Co" fundada en 1903 por Michael Joseph Owens y Edward Drummond Libbey.
En octubre de 2010, Owens-Illinois Venezuela C.A fue expropiada por el presidente Hugo Chávez.
En mayo de 2015, O-I hizo una oferta para adquirir el negocio alimentario y de envases de vidrio para bebidas de la compañía mexicana Vitro por 2.150 millones de dólares.
El 14 de febrero de 2019 Owens-Illinois demandó a Venezuela y a Petróleos de Venezuela por 500 millones de dólares por sus dos plantas expropiadas en un tribunal del Distrito de Delaware EE. UU.

## Sociedad con NEG
O-I colabora con NEG (Nippon Electric Glass), para producir vidrio para pantallas televisivas en sus plantas de Columbus (Ohio) y Pittston (Pensilvania) desde la década de 1970s y hasta mediados de la dácada de 1990, antes de dejar el negocio en manos de Techneglas.

## Asuntos medioambientales
A pesar de que no ha hecho uso de materiales conteniendo asbesto desde 1958, Owens-Illinois inventó, probó, fabricó y distribuyó el asbesto KAYLO utilizado como aislante térmico de tuberías entre 1948 y 1958. Owens-Illinois sigue defendiéndose en numerosos litigios en EE. UU. en relación con el asbesto. Algunas reclamaciones en estos casos alegan que Owens-Illinois participó en el séptimo Seminario Anual Saranac, en cuya documentación se evidencia que el potencial cancerígeno de los asbestos ya fue estudiado durante la década de 1950.